# Monanthotaxis lucidula
Monanthotaxis lucidula là loài thực vật có hoa thuộc họ Na. Loài này được (Oliv.) Verdc. mô tả khoa học đầu tiên năm 1971.